# Blackbird (película de 2019)
Blackbird (en España, La decisión ) es una película dramática dirigida por Roger Michell, protagonizada por Kate Winslet, Susan Sarandon y Mia Wasikowska. Presentada como una nueva versión de la película danesa "Corazón silencioso" (Silent Heart, Bille August, 2014), se estrenó en el Festival Internacional de Cine de Toronto de 2019.

## Trama
Una madre con una enfermedad terminal reúne a su familia para pasar un fin de semana juntos antes de que ella termine con su vida.

## Reparto
- Kate Winslet como Jennifer.
- Mia Wasikowska como Anna.
- Susan Sarandon como Lily.
- Sam Neill como Paul.
- Rainn Wilson como Michael.
- Bex Taylor-Klaus como Chris.
- Lindsay Duncan como Elizabeth.
- Anson Boon como Jonathan.

## Producción
La nueva versión se anunció en julio de 2018, con Kate Winslet, Diane Keaton y Mia Wasikowska para interpretar a los miembros de la familia. Roger Michell fue anunciado como director, y el rodaje estaba programado para comenzar en agosto de ese año. Finalmente comenzó en octubre, con Keaton siendo reemplazada por Susan Sarandon, y con Sam Neill, Rainn Wilson, Bex Taylor-Klaus y Lindsay Duncan en papeles secundarios.